# Festa mobile
Si dice festa mobile (più in generale: ricorrenza mobile) una ricorrenza che non ha un giorno prefissato nel calendario ma la cui data cambia giorno da un anno all'altro, essendo dipendente da quella di altre ricorrenze o circostanze.
Una ricorrenza mobile può essere civile o religiosa.

## Feste mobili civili
Sono le ricorrenze mobili istituite dallo Stato o nate dalla tradizione popolare (come il Carnevale).
Le ricorrenze mobili civili non implicano necessariamente un evento da festeggiare, ma anche un evento rilevante, come ad esempio, le date di inizio e di fine dell'ora legale (che cadono comunque sempre di domenica).
Nella tabella seguente sono inserite anche:
- le feste del Carnevale: civili, ma in stretta connessione con il periodo religioso della Quaresima, e quindi della Pasqua.

| Nome                                            | Calcolo                                         |
| ----------------------------------------------- | ----------------------------------------------- |
| Giovedì grasso                                  | Giovedì, 52º giorno prima della Pasqua (P-52)   |
| Sabato grasso                                   | Sabato, 50º giorno prima della Pasqua (P-50)    |
| Martedì grasso                                  | Martedì, 47º giorno prima della Pasqua (P-47)   |
| Ora legale: Inizio                              | Ultima domenica di marzo                        |
| Festa della mamma                               | 2ª Domenica di maggio                           |
| Ora legale: Fine                                | Ultima domenica di ottobre                      |
| Festa dell'Unità Nazionale e delle Forze Armate | 1ª domenica di novembre (Legge 05.03.1977 n.54) |

## Feste mobili religiose

### Feste mobili cattoliche
Nel Calendario liturgico della Chiesa cattolica e di altre confessioni cristiane le feste e le ricorrenze mobili dipendono nella maggior parte dei casi dalla data della Pasqua, ma alcune dipendono da altre date (ad esempio, da quella dell'Epifania) o da altre festività, o sono collegate a giorni della settimana ricadenti entro determinati periodi dell'anno.
La tabella seguente riporta per ciascuna festa il calcolo della mobilità.
Si noti che con "festa" si intende qui una ricorrenza religiosa, non una festa secondo la definizione della liturgia del rito romano. Non implica necessariamente un evento da festeggiare, ma una ricorrenza di grande o massima rilevanza; ad esempio, il Venerdì Santo (Crocifissione di Gesù Cristo).
| Nome                                                                              | Calcolo                                                              |
| --------------------------------------------------------------------------------- | -------------------------------------------------------------------- |
| Battesimo del Signore                                                             | 1ª domenica dopo l'Epifania                                          |
| Le Ceneri                                                                         | Mercoledì, 46º giorno prima di Pasqua (P-46)                         |
| Domenica della tentazione                                                         | 1ª domenica di Quaresima (P-42)                                      |
| Domenica della trasfigurazione                                                    | 2ª domenica di Quaresima (P-35)                                      |
| Domenica della samaritana                                                         | 3ª domenica di Quaresima (P-28)                                      |
| Domenica delle palme                                                              | 6ª domenica di Quaresima (P-7)                                       |
| Giovedì santo                                                                     | Giovedì, 3º giorno prima di Pasqua (P-3)                             |
| Venerdì santo                                                                     | Venerdì, 2º giorno prima di Pasqua (P-2)                             |
| Sabato santo                                                                      | Sabato, 1º giorno prima di Pasqua (P-1)                              |
| Pasqua                                                                            | Domenica successiva al 1° plenilunio dopo l'equinozio di primavera   |
| Lunedì dell'Angelo                                                                | Lunedì 1º giorno dopo Pasqua (P+1)                                   |
| Domenica in Albis (della Divina Misericordia o di Tommaso), II Domenica di Pasqua | 1ª domenica dopo Pasqua (P+7)                                        |
| Domenica del Buon Pastore                                                         | 3ª domenica dopo Pasqua (P+21)                                       |
| Ascensione (in Italia)                                                            | 6ª domenica dopo Pasqua (P+42)                                       |
| Pentecoste                                                                        | 7ª domenica dopo Pasqua (P+49)                                       |
| Santissima Trinità                                                                | 8ª domenica dopo Pasqua (P+56)                                       |
| Corpus Domini (in Italia)                                                         | 9ª domenica dopo Pasqua (P+63)                                       |
| Sacro Cuore di Gesù                                                               | Venerdì successivo al Corpus Domini (P+68)                           |
| Cuore immacolato di Maria                                                         | Sabato successivo al Sacro Cuore di Gesù (P+69)                      |
| Giornata mondiale dei nonni e degli anziani                                       | 4ª domenica di luglio                                                |
| Cristo Re dell'Universo                                                           | Domenica precedente la 1ª domenica di Avvento                        |
| 1ª domenica di Avvento                                                            | Domenica più vicina al 30 novembre                                   |
| 2ª domenica di Avvento                                                            | Domenica successiva alla 1ª domenica di Avvento                      |
| 3ª domenica di Avvento                                                            | Domenica successiva alla 2ª domenica di Avvento                      |
| 4ª domenica di Avvento                                                            | Domenica successiva alla 3ª domenica di Avvento                      |
| Sacra Famiglia                                                                    | Domenica ricadente nel campo 26-31 dicembre. In assenza: 30 dicembre |

### Feste mobili di altre religioni
La maggior parte delle festività buddhiste si basano sul calendario lunare, quindi sono feste mobili. La più importante di esse, il Vesak, si celebra generalmente in corrispondenza del plenilunio di maggio, anche se in Italia, in base a un accordo tra l'Unione buddhista italiana e il Governo italiano, è fissata all'ultima domenica di maggio.
Il Wesak Acquariano è una festività mobile che deriva dall'omonima festa buddista, fatta propria dall'esoterismo e dalla New Age, e celebrata in quasi tutti i paesi del mondo. Viene celebrata nel momento del plenilunio nella Costellazione del Toro, nel periodo che va dal 20 aprile al 21 maggio, calcolato sul fuso orario del Tibet.